# Канга, Вильфрид
Ака́ Вильфри́д Жюлье́н Канга́ (фр. Aka Wilfried Julien Kanga; род. 21 февраля 1998, Монтрёй, Иль-де-Франс, Франция) — ивуарийский футболист, нападающий клуба «Гент» и сборной Кот-д’Ивуара.

## Клубная карьера
Канга — воспитанник клубов «Гарсе-ле-Гоне», «Вильпинте», «Севран» и «Пари Сен-Жермен». В 2016 году для получения игровой практики Вильфрид на правах аренды выступал за «Кретей». Летом 2017 года Канга на правах свободного агента подписал контракт с «Анже». 27 августа в матче против «Лилля» он дебютировал в Лиге 1. 9 февраля 2019 года в поединке против «Страсбурга» Вильфрид сделал «дубль», забив свои первые голы за «Анже».
Летом 2020 года Канга перешёл в турецкий «Кайсериспор». 19 сентября в матче против «Аланьяспора» он дебютировал в турецкой Суперлиге. 17 октября в поединке против «Сивасспора» Вильфрид забил свой первый гол за «Кайсериспор».
Летом 2021 года Канга подписал контракт с швейцарским «Янг Бойз». 31 июля в матче против «Грассхоппер» он дебютировал в швейцарской Суперлиге. 22 сентября в поединке против «Лозанны» Вильфрид забил свой первый гол за «Янг Бойз». Летом 2022 года Канга перешёл в немецкую «Герту». 6 августа в матче против столичного «Униона» он дебютировал в Бундеслиге. 23 октября в поединке против «Шальке 04» Вильфрид забил свой первый гол за «Герту».
7 августа 2023 года перешёл в годичную аренду в бельгийский клуб «Стандард».

## Международная карьера
24 сентября 2022 года в товарищеском матче против сборной Того Канга дебютировал за сборную Кот-д’Ивуара.